# Dietrich Mautz
Dietrich Mautz (* 1942) ist ein deutscher Insektenkundler und Imker.

## Leben
Dietrich Mautz studierte Zoologie und promovierte 1971 an der Johann Wolfgang Goethe-Universität Frankfurt am Main mit der Arbeit Quantitative Untersuchung über den Kommunikationseffekt der Schwänzeltänze bei Apis mellifica carnica (POLLM.). Als Nachfolger von Karl Weiß war er von 1986 bis zu seiner Pensionierung im Jahr 2007 Leiter der Bayerischen Landesanstalt für Bienenzucht in Erlangen bzw. ab 2003 in Veitshöchheim.